# Lucinda Williams
Lucinda Williams, född 26 januari 1953 i Lake Charles, Louisiana, är en amerikansk artist, sångare och låtskrivare som rör sig mellan genrerna country, blues och rock. Hon har uppmärksammats för sina mångbottnade texter och sin särpräglade röst. Williams har ett rykte om sig att vara perfektionist samt att kräva full kreativ kontroll över sina inspelningar, vilket gjort att det ibland dröjt många år mellan albumsläppen.
Williams albumdebuterade 1979 med Ramblin'  vilken var en ren coverskiva med kompositioner av bland andra Hank Williams och Robert Johnson. Hennes andra album Happy Woman Blues släpptes året därpå och innehöll enbart egna kompositioner. Inget av albumen uppmärksammades dock brett. Det dröjde sedan åtta år innan nästa album lanserades. Det självbetitlade albumet fick strålande recensioner, men någon kommersiell framgång blev det inte. Precis likadant blev det med albumet Sweet Old World som utkom 1992.
Hennes breda genombrott fick hon som 45-åring 1998 med albumet Car Wheels on a Gravel Road som blev Grammybelönat och hennes första försäljningsframgång. Hon har sedan släppt ett flertal studioalbum under 2000-talet och framåt som sålt bra och fått ett gott mottagande av musikkritiker.
Hon är dotter till poeten Miller Williams (1930–2015).

## Diskografi
Album (urval)
- 1979 – Ramblin'
- 1980 – Happy Woman Blues
- 1988 – Lucinda Williams
- 1992 – Sweet Old World
- 1998 – Car Wheels on a Gravel Road
- 2001 – Essence
- 2003 – World Without Tears
- 2005 – Live @ The Fillmore
- 2007 – West
- 2008 – Little Honey
- 2011 – Blessed
- 2014 – Down Where the Spirit Meets the Bone
- 2016 – The Ghosts of Highway 20
- 2017 – This Sweet Old World
- 2020 – Good Souls Better Angels